# Fabrizio Paolucci
Fabrizio kardinal Paolucci, italijanski rimskokatoliški duhovnik, škof in kardinal, * 2. april 1651, Forli, † 12. junij 1726.

## Življenjepis
9. aprila 1685 je bil imenovan za škofa Macerata-Tolentina in 24. februarja 1696 za apostolskega nuncija v Nemčiji.
22. julija 1697 je bil povzdignjen v kardinala in pectore.
27. januarja 1698 je bil imenovan za nadškofa (osebni naziv) škofije Ferrara; s tega položaja je odstopil 14. marca 1701.
19. decembra 1698 je bilo njegovo ime javno objavljeno in sicer je kot kardinal 5. januarja 1699 sprejel v posest kot kardinal-duhovnik cerkev Ss. Giovanni e Paolo.
3. decembra 1700 je bil imenovan za državnega sekretarja Rimske kurije. 25. januarja 1706 je postal uslužbenec Rimske kurije. 8. februarja 1719 je bil imenovan za kardinal-škofa Albana, 9. septembra 1721 za prefekta Kongregacije za škofe, leta 1724 ponovno za državnega sekretarja Rimske kurije, 12. junija 1724 za kardinal-škofa Porta e Santa Rufine in 19. novembra 1725 za kardinal-škofa Ostie.